# Bullockia
Bullockia là một chi thực vật có hoa trong họ Thiến thảo (Rubiaceae).

## Loài
Chi Bullockia gồm các loài:
- Bullockia dyscriton (Bullock) Razafim., Lantz & B.Bremer
- Bullockia fadenii (Bridson) Razafim., Lantz & B.Bremer
- Bullockia impressinervia (Bridson) Razafim., Lantz & B.Bremer
- Bullockia mombazensis (Baill.) Razafim., Lantz & B.Bremer
- Bullockia pseudosetiflora (Bridson) Razafim., Lantz & B.Bremer
- Bullockia setiflora (Hiern) Razafim., Lantz & B.Bremer